# 외북초등학교
외북초등학교는 대한민국 경기도 포천시에 있는 공립 초등학교이다.

## 학교 연혁
- 1946년 12월 1일: 신북국민학교 외북분교 개교

## 참고 자료
- 외북초등학교 - 한국교육학술정보원 학교알리미